# God Sigma
God Sigma (宇宙大帝ゴッドシグマ?, Uchū taitei Goddo Shiguma, lett. "God Sigma, l'imperatore dello spazio"), reso graficamente come GOD ΣIGMA, è una serie televisiva anime giapponese prodotta nel 1980.

## Trama
La Terra del futuro viene attaccata dal malvagio impero di Helda, a difendere i terrestri si erge il potente robot God Sigma, pilotato da Toshiya, Julian e Kiraken.
Nell'anno 2050 la civiltà terrestre si è evoluta enormemente e pacificamente raggiungendo un alto grado di sviluppo tecnologico e scientifico. Nonostante ciò la Terra è minacciata dalla crisi energetica causata dall'alto grado di sovrappopolazione. Il dottor Kazami sviluppa a Trinity City, un'enorme base sotterranea situata nel mezzo dell'oceano, la Triplice energia, una fonte di energia pulita ed inesauribile e costruisce tre robot sperimentali (Tuono, Nettuno e Terremoto) alimentati con questa energia e destinati all'esplorazione dello spazio. I tre robot sono inoltre in grado di congiungersi per formare God Sigma, un robot estremamente potente.
L'Impero di Helda, desideroso di impadronirsi dell'energia Trinity, invia il proprio esercito al comando del Generale Terral per invadere la Terra. Questo si stabilisce in una base su Joa (questo è un errore di traslitterazione, infatti il satellite viene chiamato con il nome corretto, Io, in originale), satellite di Giove, dopo aver spazzato via la colonia terrestre che vi si trovava e scatena quindi l'attacco alla Terra. Il dottor Kazami affida allora la guida dei suoi tre robot al suo assistente Julian Noguchi ed ai due ragazzi profughi di Joa, Toshiya Dan e Kiraken Kensaku.
La lotta tra gli Heldiani (tra cui il generale Terral e i suoi ufficiali Litz e Gira) ed i loro robot Cosmosauri e God Sigma si protrae a lungo ma, quando è ormai giunta ad una fase di stallo, giunge un'astronave dallo spazio profondo che distrugge l'avamposto dell'Impero Helda e ne assume il controllo. Sono gli Heldiani del XXIV secolo tornati indietro nel tempo per impedire che il proprio esercito del passato venga sconfitto.
Il nuovo stato maggiore heldiano, composto dal Comandante Supremo Lagan e dai suoi due assistenti Mess e Dalton, riprende gli attacchi contro i terrestri con violenza ancora maggiore. Il generale Terral ed i suoi uomini Litz e Gira, inizialmente accettano di collaborare con la nuova armata.
L'episodio 33 (Operazione cosmosauro) illustra la differenza tra il comando di Terral e quello di Lagan. Mess non riesce a perfezionare un cosmosauro difettoso. Con estrema perfidia, Lagan decide di inviarlo comunque scegliendo Gira come pilota. Il cosmosauro viene facilmente debellato da God Sigma. Terral e Litz accorrono per salvare Gira. Dalton però fa partire la navicella, lasciando i tre comandanti tra le macerie sulla Terra. In uno stadio Toshiya e Terral si affrontano personalmente. Terral risparmia Shota e Saki che avevano aiutato Toshiya, manifestando per la prima volta ai nemici un'inattesa umanità.
Nel successivo episodio 34 (Tramonto di Joa) Lagan accoglie Terral, Litz e Gira che hanno fatto prigioniero Dalton. Terral viene ancora umiliato da Lagan, sempre accompagnato da un falco. Litz decapita l'uccello rapace che Lagan aveva aizzato contro Terral. Mess uccide Litz mentre tenta di uccidere Lagan. Tutti i soldati fedeli a Terral vengono annientati.
Nell'episodio 35 (L'esecuzione di Terral) Gira decide di passare dalla parte di Lagan e chiede di poter uccidere personalmente il generale sconfitto. Terral non sa che si tratta di un disperato espediente per salvargli la vita. Infatti mentre Gira frusta con crudeltà il suo ex-comandante, gli inietta una sostanza che provoca in lui uno stato di morte apparente. Terral capirà troppo tardi le vere intenzioni di Gira, quando la stringerà tra le braccia, colpita a morte dagli uomini di Lagan. Il generale Terral riesce poi a sfuggire seppur ferito e viene recuperato dai piloti di God Sigma che lo ricoverano a Trinity. Il dottor Kazami, affascinato e ossessionato dalla possibilità di viaggiare nel tempo, imprigiona segretamente il generale Terral ed inizia a torturarlo; viene però scoperto dai tre piloti che allibiti lo rinchiudono in isolamento. Partono quindi alla volta di Joa (con tutta la base Trinity) in risposta alle richieste d'aiuto dei sopravvissuti terrestri ancora rimasti in vita su tale pianeta. I combattimenti si fanno via via più duri e, nei pressi di Marte, God Sigma e la base Trinity si salvano solo grazie all'aiuto del generale Terral.
Nell'episodio 47 (La ribellione di Kazami), quando Trinity e God Sigma raggiungono Giove, il Comandante Supremo Lagan ordina l'attacco in massa di tutto l'esercito; tutto pare ormai perduto per i terrestri, quando il dottor Kazami riesce a liberarsi ed impadronendosi della sala comandi propone all'esercito di Helda di scambiare il segreto dell'energia di Trinity per quello del viaggio del tempo. L'accordo fallisce e Kazami verrà ucciso dagli Heldiani.
Julian però riesce ad inventare un potente cannone laser, alimentato dall'energia di Trinity e con questo riescono a distruggere l'astronave degli Heldiani, permettendo a God Sigma di sopraffare l'esercito nemico e riportare la pace sulla terra.
Episodi 49 & 50
Dopo essersi sbarazzati dell'astronave degli Heldiani e con essa di Dalton, i combattenti di Joa e Terral si riuniscono con Toshiya, Julian, Kiraken e tutti gli altri. Toshiya è contento di poter riabbracciare il padre, ma Julian scopre che anche sua madre è morta, crollando a terra per il dolore causato dalla notizia. Nel mentre Terral si allontana per poter uccidere una volta per tutte il generale Lagan. 
Alla base i feriti vengono curati, tuttavia il nemico è pronto ad attaccare con un altro cosmosauro, ancora più potente. God Sigma inizia a occuparsene, i tre non sanno che dentro all'enorme robot Terral sta procedendo in direzione di Lagan per ucciderlo. L'avversario è difficile da battere e la spada di God Sigma si spezza, la situazione è davvero critica, ma dopo tanti colpi subiti, il robot terrestre riesce ad avere la meglio e ad entrare in quel che è rimasto del cosmosauro. Trovatisi faccia a faccia con Lagan, egli scappa, avendo poi uno scontro con Terral che ha ucciso Mess. Lagan lo uccide davanti a Toshiya, il quale riesce a vendicare l'amico Heldiano. Finalmente giunge la pace e la ricostruzione di Joa può avere inizio.

## Personaggi principali
Lista dei personaggi principali della serie.
- Toshiya Dan - Il pilota del robot rosso Tuono (Thunder).
- Julian Noguchi - Il pilota del robot blu Nettuno.
- Kiraken - Il pilota del robot giallo Terremoto.
- Dottor Kazami - Direttore della base Trinity City.
- Rie - Addetta del sistema di avvistamento della base di Trinity City. Segretamente innamorata di Toshiya.
- Shota - Piccolo fratello di Rie.
- Saki - Bambina orfana, che diventa amica di Shota.
- Mr. Martino - Ricco imprenditore proprietario di Trinity City e di God Sigma.
- Minako - Viziatissima figlia dell'imprenditore Martino, enfaticamente invaghita di Toshiya e gelosa di Rie.
- Generale Terral - Primo Comandante Supremo degli Heldiani. In realtà Terral era morto ed è vivificato dalla sua compagna Lara. Personaggio profondamente duplice lacerato tra personalità maschile ufficiale e autentica personalità femminile.
- Litz - Comandante militare agli ordini di Terral. Muore nell'episodio 34 ucciso da Mess per essersi ribellato a Lagan.
- Jira - Comandante militare agli ordini di Terral. Muore nell'episodio 35 per salvare il generale Terral.
- Lagan - Secondo Comandante Supremo degli Heldiani, venuto dal futuro. Viene ucciso nell'ultimo episodio da Toshiya.
- Mess - Scienziato agli ordini di Lagan.
- Dalton - Comandante militare agli ordini di Lagan.

## Armi e dotazioni
Tuono (Kuraiou), pilotato da Toshiya:
- Razzi digitali o graffio laser, dalle dita del robot vengono sparati dei raggi laser.
- Colpo del tuono o raggi laser, dai cannoni montati sulle spalle fuoriesce un raggio laser.
- Arco,un enorme arco molto potente.
- Lame spaziali, volanti o trancianti, dall'addome del robot vengono espulse quattro lame affilate.
- Spada, usata raramente esce dalla gamba di Tuono.
- Fionda laser, usata raramente ha il laccio fatto di energia.

Terremoto (Rikushinou), pilotato da Kiraken:
- Raggio laser, dal petto del robot fuoriesce un raggio calorico molto potente.
- Trivelle, dalla pianta dei piedi spuntano due trivelle anche in grado di fare penetrare Terremoto sottoterra.
- Missili detonanti, dirompenti o terremoto, dalle ginocchia vengono lanciati due missili non molto potenti.
- Missili fuori, dalle spalle vengono lanciati una coppia di missili spesso inefficaci.
- Martello spaziale o maglio gigante, un enorme martello è celato all'interno del torso del robot, è usato negli scontri ravvicinati.

Nettuno (Kaimeio) pilotato da Julian:
- Rete a ultratensione, esplosiva o spaziale, dai palmi del robot viene lanciata una rete di energia pura.
- Sfere detonanti, vengono espulse due mine esplosive dalla cinta.
- Tridente, doppio arpione, dalle gambe del robot fuoriescono due pezzi del fucile ad arpione, dopo l'assemblaggio è pronto a sparare tridenti, frecce o rampini.
- Missili detonanti o dirompenti, dalle ginocchia di Nettuno vengono sparati due missili di scarsa efficacia.
- Raggio congelante, dal petto del robot viene attivato un raggio laser congelante.

God Sigma:
- Lazo spaziale o laser, un laccio energetico generato dalle mani del robot.
- Asce rotanti o di guerra, due tomahawk adatti al corpo a corpo, possono essere scagliati verso il nemico.
- Missili perforanti o aghi missile, mitragliatrici laser celati nelle dita.
- Disco, dischi rotanti o perforanti, sono alloggiati nella schiena del robot vengono lanciati verso il nemico. Il più delle volte sono inefficaci.
- Missili fuori, dalle spalle del robot parte una coppia di missili.
- Scudo, è posizionato sulla schiena ed è utile solo come difesa.
- Scudo Sigma, sulle ali vengono aperte dei riflettori che generano il segno Sigma di energia pura che poi si dirige verso il nemico.
- Raggio laser, dal volto viene lanciato un laser poco potente.
- Mazza ferrata, una catena con tre punte affilate alla fine.
- Ala di Trinity, il componente inviato dalla base può essere usato come arma da lancio, inoltre può spezzare i nemici in due parti all'impatto.
- Pioggia magnetica, un raggio laser magnetico di colore porpora esce dalle braccia del robot.
- Spada laser, l'arma risolutiva è alloggiata nell'ala di God Sigma.

## Comprimari
- Mister Nambu – Presidente della Federazione (Episodio 1).
- Jingo – Anziano contadino, proprietario di una fattoria sita su un'isola (Episodio 4).
- Hakamoto – Pilota di un esploratore spaziale, amico di Toshiya (Episodio 7).
- Taikiro Dan – Padre di Toshiya (Episodio 9).
- Kyoko – Madre di Toshiya (Episodio 9).
- Morikawa – Collega di lavoro dei genitori di Toshiya (Episodio 9).
- Yasui – Figlio del Dottor Kazami (Episodio 10).
- Hanna e Helli – Coppia di soldati heldiani, legati da un intenso legame d'amore (Episodio 12).
- Gamuro – Fratello minore di Litz (Episodi 13 e 14).
- Lara – Compagna di Terral, a lui sostituitasi (Episodio 15).
- Robert – Heldiano legato al Comandante Jira, falso ambasciatore di Macedonia (Episodio 17).
- Signor Noguchi – Scienziato, padre di Julian (Episodio 18).
- Dottor Yamaguchi – Medico della base id Trinity City (Episodio 19).
- Kasuo – Figlio del Dottor Yamaguchi (Episodio 19).
- Zia di Kiraken (Episodio 20).
- Karol – Soldato heldiano (Episodio 20).
- Toyama – Ex assistente del Dottor Kazami (Episodio 21).
- Due evasi (Episodio 24).
- Asuka – Giovane donna sopravvissuta con il piccolo fratello(Episodio 26).
- Abitanti di Trinity City (Episodio 26).
- Capo dell'armata difesensiva (Episodio 29).
- Capo del comitato medico della base di Trinity (Episodio 30).
- Tre ninja heldiani (Episodio 30).
- Soldati di Trinity.
- Soldati di Helda.

## Doppiaggio
| Personaggio       | Voce originale   | Voce italiana                                               |
| ----------------- | ---------------- | ----------------------------------------------------------- |
| Toshiya           | Kei Tomiyama     | Giorgio Locuratolo                                          |
| Julian            | Yoshito Yasuhara | Paolo Turco                                                 |
| Kiraken           | Tesshō Genda     | Giorgio Giuliano (1ª voce) Vittorio Battarra (2ª voce)      |
| Rie               |                  | Paola Rinaldi                                               |
| Shota             |                  | Mariella Furgiuele                                          |
| Saki              |                  | Bianca Toso                                                 |
| Minako Martino    |                  | Bianca Toso                                                 |
| Sig. Martino      |                  | Vittorio Battarra                                           |
| Dottor Kazami     |                  | Mico Cundari                                                |
| Jira              | Rihoko Yoshida   | Mariella Furgiuele                                          |
| Terral            | Noriko Ohara     | Marzio Margine (voce maschile) Bianca Toso (voce femminile) |
| Comandante Litz   |                  | Mico Cundari                                                |
| Lagan             | Mikio Terashima  | Sergio Gibello                                              |
| Colonnello Dalton |                  | Ermanno Ribaudo                                             |
| Colonnello Mes    |                  | Giorgio Giuliano                                            |
| Narratore         |                  | Mico Cundari                                                |

## Episodi
| Nº | Titolo italiano Giapponese 「Kanji」 - Rōmaji                                   | In onda           | In onda |
| Nº | Titolo italiano Giapponese 「Kanji」 - Rōmaji                                   | Giapponese        |         |
| 1  | La furia degli invasori 「怒れイオの戦士」 - ikare io no senshi                 | 19 marzo 1980     |         |
| 2  | Pericolo a Trinity 「トリニティ基地浮上」 - torinitei kichi fujō                |                   |         |
| 3  | Tutti per Joa 「イオに向って合体だ」 - io ni mutte gattai da                    |                   |         |
| 4  | Il segreto del cosmosauro 「コスモザウルスの秘密」 - kosumozaurusu no himitsu   |                   |         |
| 5  | Riscatto fallito 「じゃじゃ馬救出作戦」 - jaja uma kyūshutsusakusen             | 29 aprile 1980    |         |
| 6  | L'intruso 「小さな侵入者」 - chiisa na shinnyūsha                               | 29 aprile 1980    |         |
| 7  | Salvate la base 「月面へ出撃せよ」 - getsumen he shutsugeki seyo                |                   |         |
| 8  | Un bambino impertinente 「わんぱく大作戦」 - wanpaku daisakusen                 |                   |         |
| 9  | I superstiti di Joa 「イオからの生還者」 - io karano seikan mono                |                   |         |
| 10 | Un padre che torna 「父として博士として」 - chichi toshite hakase toshite       |                   |         |
| 11 | Il doppio Terral 「小さな恋人の危機」 - chiisa na koibito no kiki               |                   |         |
| 12 | La scoperta di Helda 「敵士ルダー星を発見」 - teki samurai ruda hoshi wo hakken |                   |         |
| 13 | Un fiore da Joa 「イオの花が咲いた」 - io no hana ga sai ta                     | 11 giugno 1980    |         |
| 14 | Duello furioso 「怒りの対決」 - ikari no taiketsu                               | 18 giugno 1980    |         |
| 15 | Il segreto di Terral 「危険なプレゼント」 - kiken na purezento                  | 25 giugno 1980    |         |
| 16 | Regalo pericoloso 「敵将テラルの秘密」 - teki shō teraru no himitsu             | 2 luglio 1980     |         |
| 17 | Compratore di robot 「巨大ロボットの買主」 - kyodai robotto no bai shu          | 9 luglio 1980     |         |
| 18 | Il padre di Noguchi 「恐怖の合体くずし」 - kyōfu no gattai kuzushi              |                   |         |
| 19 | Maledetti Heldiani! 「ロボット発進不能」 - robotto hasshinfunō                  |                   |         |
| 20 | Attenti alla Terra 「ジュリィの秘密貯金」 - jurii no himitsu chokin             |                   |         |
| 21 | Assedio di meteoriti 「隕石包囲網を破れ」 - inseki hōi ami wo yabure            |                   |         |
| 22 | Thunder non ritorna 「空雷王帰還せず」 - sora kaminari ō kikan sezu             | 13 agosto 1980    |         |
| 23 | Il pesce fantasma 「イオへ200キロ」 - io he 200 kiro                            | 20 agosto 1980    |         |
| 24 | Fuorilegge su Joa 「幻の魚を見た」 - maboroshi no sakana wo mita                | 27 agosto 1980    |         |
| 25 | Battaglia disperata 「基地移動指令」 - kichi idō shirei                         | 3 settembre 1980  |         |
| 26 | Ancora un tradimento 「可愛い反逆者」 - kawaii hangyakusha                      | 10 settembre 1980 |         |
| 27 | Il nemico del futuro 「2300年の敵」 - 2300 nen no teki                          | 17 settembre 1980 |         |
| 28 | Lo scudo di God Sigma 「新しき戦いの序曲」 - atarashi ki tatakai no jokyoku     | 24 settembre 1980 |         |
| 29 | La terra si arrende 「地球の白旗を見よ」 - chikyū no shirohata wo miyo          | 8 ottobre 1980    |         |
| 30 | Il re dello spazio 「危険がいっぱい」 - kiken gaippai                           |                   |         |
| 31 | Notizie da Joa 「イオ最新情報」 - io saishinjōhō                                |                   |         |
| 32 | Battaglia per la luna 「月を賭けた決闘」 - gatsu wo kake ta kettō               |                   |         |
| 33 | Operazione cosmosauro 「地獄のスタジアム」 - jigoku no sutajiamu                |                   |         |
| 34 | Tramonto di Joa 「敵将テラルの涙」 - teki shō teraru no namida                  |                   |         |
| 35 | L'esecuzione di Terral 「我がジュリイの妹」 - waga jurii no imōto               |                   |         |
| 36 | La donna guerriero 「2300年の秘密」 - 2300 nen no himitsu                       |                   |         |
| 37 | Il segreto del 2300 「イオへの旅立ち」 - io heno tabidachi                      |                   |         |
| 38 | Il mistero del tempo 「裏切者は誰だ」 - uragirimono ha dare da                  |                   |         |
| 39 | In viaggio per Joa 「死を招く火星」 - shi wo maneku kasei                       |                   |         |
| 40 | Invito alla morte 「誕生日は葬式の日」 - tanjōbi ha sōshiki no nichi            |                   |         |
| 41 | Triste compleanno 「火星の反乱」 - kasei no hanran                              |                   |         |
| 42 | Marte si ribella 「テラルの骨を拾え」 - teraru no hone wo hiroe                 |                   |         |
| 43 | Il sacrificio di Terral 「イオが消えた」 - io ga kie ta                         |                   |         |
| 44 | Joa è scomparsa 「闘うイオの地球人」 - tatakau io no chikyūjin                  |                   |         |
| 45 | La grande esplosione 「闘うイオの地球人」 - tatakau io no chikyūjin             |                   |         |
| 46 | Buona fortuna, Terral! 「狂気の敗北宣言」 - kyōki no haiboku sengen             |                   |         |
| 47 | La ribellione di Kiazami 「風見博士の反逆」 - kazami hakase no hangyaku         |                   |         |
| 48 | Ritorno a Joa 「イオの地に立つ」 - io no chi ni tatsu                           | 11 febbraio 1981  |         |
| 49 | 「イオに立つ墓標」 - io ni tatsu bohyō – "L'ultima sfida"                       | 18 febbraio 1981  |         |
| 50 | 「未来への旅立ち」 - mirai heno tabidachi – "Addio, Terral!"                    | 25 febbraio 1981  |         |

## Distribuzione
Venne trasmessa originariamente dalla televisione giapponese dal 19 marzo 1980 al 25 marzo 1981. In Italia è stato trasmesso per la prima volta nel circuito delle televisioni locali, a partire dal 1981, con una distribuzione limitata a 48 dei 50 episodi totali della serie, ma nel 2021 la Yamato Video tramite Facebook ha annunciato di aver acquistato i diritti della serie, rimasterizzandola e restaurandola completandone il doppiaggio in italiano di tutti e 50 gli episodi. La sigla italiana dal titolo God Sigma è stata incisa da I monelli spaziali.

## Riferimenti in altre opere
Nell'anime One Piece di Eiichirō Oda vi è un omaggio a God Sigma. Alcune scene dell'episodio 367 (Ciurma all'attacco, parte della Saga di Thriller Bark) sono un chiaro riferimento alla scena dell'assemblaggio dei 3 robot operato da alcuni protagonisti dell'anime: nel formare il Big Emperor (nome che richiama lo Space Emperor), Franky impersona Tuono (robot principale), la sua camicia le ali del God Sigma, Zoro e Sanji rispettivamente Nettuno e Terremoto, Usopp e Nico Robin (che non partecipa) i pugni potenziati, mentre Chopper è un elemento originale.